# Ясен звичайний (Моринці)
Ясен звичайний (2 дерева) — ботанічна пам'ятка природи місцевого значення в Україні. Розташований на території Звенигородського району Черкаської області, село Моринці, Шевченківське лісництво. 
Площа — 0,02 га, статус отриманий 12 січня 1982 року.